# Mélanie Thierry

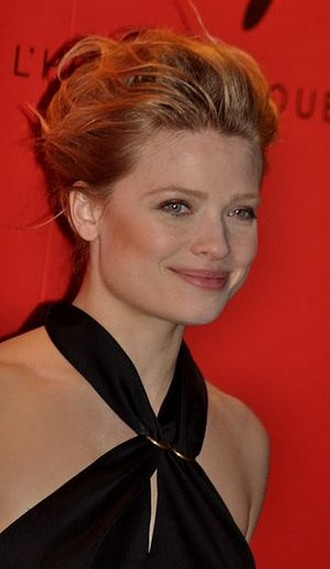
Mélanie Thierry bei der César-Verleihung 2011

Mélanie Thierry (* 17. Juli 1981 in Saint-Germain-en-Laye, Yvelines) ist eine französische Schauspielerin und Model.

## Leben und Karriere
Mélanie Thierry begann ihre Karriere als jugendliches Model in Frankreich, bevor sie sich der Schauspielerei zuwandte. Sie spielte zuerst in französischen Produktionen, die außerhalb Frankreichs jedoch keinen Erfolg verbuchen konnten. Im Alter von 17 Jahren machte sie als Darstellerin in Die Legende vom Ozeanpianisten auf sich aufmerksam. Ihr erster Hollywoodfilm war Babylon A.D. (2008). Für ihre Titelrolle in der Pariser Theaterinszenierung des Tennessee-Williams-Stücks Baby Doll wurde sie 2009 für den wichtigsten französischen Theaterpreis Molière nominiert. Im Jahr darauf erhielt sie für ihre Rolle in Philippe Godeaus Spielfilm Le dernier pour la route den César als beste Nachwuchsdarstellerin.
Thierry hat mit dem Sänger Raphaël Haroche zwei Söhne (* 2008 und * 2013).

## Filmografie (Auswahl)
- 1996: Docteur Sylvestre (Fernsehserie, Folge 2x03)
- 1996: L’amerloque
- 1998: Die Legende vom Ozeanpianisten (La leggenda del pianista sull’Oceano)
- 1999: La Fête du cinéma
- 1999: Quasimodo d’El Paris
- 2000: Canone inverso – making love
- 2001: Wochenende! (15 août)
- 2002: Jojo La Frite
- 2003: Passage(s)
- 2005: Écorchés
- 2005–2007: Merci, les enfants vont bien! (Fernsehserie, drei Folgen)
- 2006: Fête de famille (Fernsehserie, sechs Folgen)
- 2006: Verzeiht mir (Pardonnez-moi)
- 2006: The Half Life of Timofey Berezin
- 2007: Chrysalis – Tödliche Erinnerung (Chrysalis)
- 2008: Babylon A.D.
- 2008: Largo Winch – Tödliches Erbe (Largo Winch)
- 2009: Je vais te manquer
- 2009: Le dernier pour la route
- 2010: L’autre Dumas
- 2010: Die Prinzessin von Montpensier (La princesse de Montpensier)
- 2011: Impardonnables
- 2011: Schattenkinder (Ombline)
- 2012: Comme des frères
- 2012: The Hollow Crown (Fernsehserie, Folge 1x04)
- 2013: The Zero Theorem
- 2013: Für eine Frau (Pour une femme)
- 2013: L’autre vie de Richard Kemp
- 2014: Le règne de la beauté
- 2015: A Perfect Day
- 2015: Je ne suis pas un salaud
- 2016: Die Tänzerin (La danseuse)
- 2017: Au revoir là-haut
- 2017: Der Schmerz (La douleur)
- 2018: Le vent tourne
- 2020: Da 5 Bloods
- 2020: Kampf um den Halbmond (No Man’s Land)
- 2021: In Therapie (En thérapie, Fernsehserie, acht Folgen)
- 2021: Tralala
- 2021: La vraie famille
- 2023: L’établi
- 2023: Captives
- 2023: Suddenly – Überleben im Eis (Soudain seuls)
- 2025: La Chambre de Mariana
- 2025: Connemara

## Auszeichnungen
- 2006: Preis als beste jugendliche Darstellerin auf dem Film- und Fernsehfestival von Luchon für die Fernsehserie Fête de famille
- 2009: Nominierung für den Molière in der Kategorie Beste Hauptdarstellerin für Baby Doll
- 2010: César in der Kategorie Beste Nachwuchsdarstellerin für Le dernier de la route
- 2017: Nominierung für den César in der Kategorie Beste Nebendarstellerin für Die Tänzerin
- 2018: Nominierung für den César in der Kategorie Beste Nebendarstellerin für Au revoir là-haut
- 2019: Nominierung für den César in der Kategorie Beste Hauptdarstellerin für Der Schmerz
- 2019: Nominierung für den Prix Lumière in der Kategorie Beste Darstellerin für Der Schmerz
- 2019: Nominierung für den Globe de cristal in der Kategorie Beste Hauptdarstellerin für Der Schmerz
- 2021: Bayard d’Or als beste Darstellerin beim Festival International du Film Francophone de Namur für La vraie famille